# Étienne De Wilde
Étienne De Wilde (Wetteren, 23 marzo 1958) è un ex ciclista su strada e pistard belga.
Fu campione del mondo nella corsa a punti e nell'americana, e medaglia d'argento nell'americana ai Giochi olimpici di Sydney 2000; si aggiudicò inoltre 38 Sei giorni e, su strada, due tappe al Tour de France.

## Palmarès

### Strada
- 1979 (dilettanti)

Circuit du Hainaut
- 1980 (Splendor, due vittorie)

12ª tappa Vuelta a España (Santiago di Compostela > Pontevedra)
Grand Prix d'Isbergues
- 1981 (Splendor, due vittorie)

1ª tappa, 1ª semitappa Driedaagse De Panne - Koksijde (Tielen > Geel
Omloop van West-Brabant
- 1982 (La Redoute, due vittorie)

2ª tappa Quatre Jours de Dunkerque (Aire-sur-la-Lys > Denain)
3ª tappa Tour de l'Oise
- 1983 (La Redoute, due vittorie)

Dwars door België
2ª tappa, 2ª semitappa Tour de l'Oise
- 1984 (La Redoute, una vittoria)

Circuit des Frontières
- 1985 (Safir, una vittoria)

2ª tappa Setmana Catalana (Caldes de Montbui > Vic)
- 1986 (Hitachi, una vittoria)

2ª tappa Tour de l'Aude
- 1987 (Sigma, tre vittorie)

Nokere Koerse
Grote Scheldeprijs
3ª tappa Tour de l'Oise
- 1988 (Sigma, sei vittorie)

2ª tappa Tour Méditerranéen (Beaucaire > Marignane)
Grand Prix Wieler Revue
4ª tappa Parigi-Nizza (Tolone > Saint-Tropez)
1ª tappa, 1ª semitappa Driedaagse De Panne - Koksijde (Tielen > Herzele)
Campionati belgi, Prova in linea
1ª tappa Giro del Belgio (Geel, cronometro)
- 1989 (Histor-Sigma, tredici vittorie)

1ª tappa Étoile de Bessèges (Aramon > Aramon)
3ª tappa Étoile de Bessèges (Lunel > Lunel)
4ª tappa Étoile de Bessèges (Gagnières > Bessèges)
Classifica generale Étoile de Bessèges
3ª tappa, 1ª semitappa Tour Méditerranéen (Nîmes > Arles)
3ª tappa, 2ª semitappa Tour Méditerranéen (Arles > Marignane)
6ª tappa Tour Méditerranéen (? > Antibes)
Omloop Het Volk
1ª tappa Parigi-Nizza (Gien > Moulins)
2ª tappa Parigi-Nizza (Moulins > Saint-Étienne)
4ª tappa Tour d'Armorique
7ª tappa Tour de France (Poitiers > Bordeaux)
Kampioenschap van Vlaanderen
- 1990 (Histor-Sigma, cinque vittorie)

Grand Prix d'Ouverture La Marseillaise
Circuit des Frontières
3ª tappa Tour Méditerranéen (Nîmes > Marignane)
2ª tappa Parigi-Nizza (Orléans > Nevers)
1ª tappa Giro del Belgio (Geel > Charleroi)
- 1991 (Histor-Sigma, due vittorie)

Grand Prix Wieler Revue
3ª tappa Tour de France (Villeurbanne > Digione)
- 1994 (Collstrop, una vittoria)

Omloop van het Houtland
- 1998 (Spar-RDM, una vittoria)

Omloop van het Houtland
- 1999 (Spar-RDM, due vittorie)

Grote Prijs Stad Zottegem
Omloop van het Houtland

### Pista
- 1983

Sei giorni di Gand (con René Pijnen)
- 1985

Sei giorni di Parigi (con Stan Tourné)
Sei giorni di Gand (con Stan Tourné)
- 1987

Sei giorni di Anversa (con Danny Clark)
Sei giorni di Gand (con Danny Clark)
- 1988

Sei giorni di Colonia (con Stan Tourné)
Sei giorni di Anversa (con Stan Tourné)
- 1989

Campionati europei, Omnium Endurance
Sei giorni di Parigi (con Charly Mottet)
Sei giorni di Dortmund (con Andreas Kappes)
Sei giorni di Monaco di Baviera (con Andreas Kappes)
Sei giorni di Gand (con Stan Tourné)
- 1990

Sei giorni di Colonia (con Andreas Kappes)
Sei giorni di Stoccarda (con Volker Diehl)
Sei giorni di Anversa (con Eric Vanderaerden)
Sei giorni di Bordeaux (con Gilbert Duclos-Lassalle)
- 1991

Sei giorni di Colonia (con Andreas Kappes)
Sei giorni di Brema (con Andreas Kappes)
Sei giorni di Stoccarda (con Andreas Kappes)
Sei giorni di Anversa (con Rudy Dhaenens)
Sei giorni di Monaco di Baviera (con Andreas Kappes)
Sei giorni di Gand (con Anthony Doyle)
- 1992

Sei giorni di Brema (con Andreas Kappes)
Sei giorni di Gand (con Jens Veggerby)
- 1993

Sei giorni di Stoccarda (con Andreas Kappes)
Sei giorni di Anversa (con Konstantin Chrabsov)
Campionati del mondo, Corsa a punti
- 1994

Sei giorni di Anversa (con Jens Veggerby)
Sei giorni di Stoccarda (con Jens Veggerby)
Sei giorni di Gand (con Danny Clark)
- 1995

Sei giorni di Stoccarda (con Danny Clark)
Sei giorni di Monaco di Baviera (con Erik Zabel)
Sei giorni di Bordeaux (con Frédéric Magne)
Sei giorni di Gand (con Andreas Kappes)
- 1996

Sei giorni di Colonia (con Andreas Kappes)
- 1997

Sei giorni di Colonia (con Olaf Ludwig)
Sei giorni di Gand (con Matthew Gilmore)
- 1998

Campionati del mondo, Americana (con Matthew Gilmore)
Sei giorni di Milano (con Silvio Martinello)
Sei giorni di Lipsia (con Andreas Kappes)
- 1999

Sei giorni di Berlino (con Andreas Kappes)
- 2000

Campionati europei, Americana (con Matthew Gilmore)

## Piazzamenti

### Grandi Giri
- Tour de France

1982: ritirato (10ª tappa)
1983: ritirato (16ª tappa)
1984: ritirato (16ª tappa)
1988: 103º
1989: 101º
1990: non partito (6ª tappa)
1991: 125º
1992: 120º
- Vuelta a España

1980: 45º

### Classiche monumento
- Milano-Sanremo

1980: 34º
1981: 8º
1985: 10º
1987: 76º
1988: 14º
1989: 10º
1991: 20º
1992: 8º
1993: 129º
- Giro delle Fiandre

1981: 18º
1982: 27º
1983: 17º
1986: 17º
1987: 36º
1988: 11º
1989: 15º
1991: 62º
1992: 60º
1993: 47º
- Parigi-Roubaix

1982: 31º
1985: 16º
1986: 16º
1987: 12º
1989: 14º
1990: 41º
1991: 67º
1992: 6º
- Liegi-Bastogne-Liegi

1986: 22º

### Competizioni mondiali
- Campionati del mondo su strada

Villach 1987 - In linea: 68º
Chambéry 1989 - In linea: ?
- Campionati del mondo su pista

Bassano del Grappa 1985 - Corsa a punti: 10º
Stoccarda 1991 - Corsa a punti: 4º
Hamar 1993 - Corsa a punti: vincitore
Bordeaux 1998 - Americana: vincitore
Berlino 1999 - Americana: 5º
Manchester 2000 - Americana: 9º
- Giochi olimpici

Atlanta 1996 - Corsa a punti: 24º
Sydney 2000 - Americana: 2º

### Competizioni europee
- Campionati europei di ciclismo su pista-Omnium maschile

Campionati europei di ciclismo su pista 1989 Omnium Endurance: 1º